# Ендрюс (авіабаза)
Авіаба́за Ендрюс (англ. Andrews Air Force Base), також Ендрюс Філд (англ. Andrews Field) (IATA: ADW, ICAO: KADW, FAA ідент. місц.: ADW) — чинна військово-повітряна база Повітряних сил США розташована поблизу Кемп-Спрінгс у графстві принца Георга у штаті Меріленд. У 2009 році авіабазу Ендрюс у ході реформування збройних сил об'єднали з авіаційною базою флоту Вашингтон та утворили об'єднану військову базу Ендрюс. На базі на постійній основі дислокується два літаки Boeing VC-25A, так звані борти № 1, особисті літаки Президента США.
Основним авіаційним підрозділом, що базується на авіабазі є 11-те крило, котре організаційно входить до військового округу ПС «Вашингтон». Авіакрило виконує завдання з повітряного прикриття столичного округу, а також за організацію, тренування, екіпірування та розгортання боєготовних частин для Повітряно-космічних експедиційних сил.